# Glitch
Pour les articles homonymes, voir Glitch (homonymie).
 (novembre 2020).
Si vous disposez d'ouvrages ou d'articles de référence ou si vous connaissez des sites web de qualité traitant du thème abordé ici, merci de compléter l'article en donnant les références utiles à sa vérifiabilité et en les liant à la section « Notes et références ».

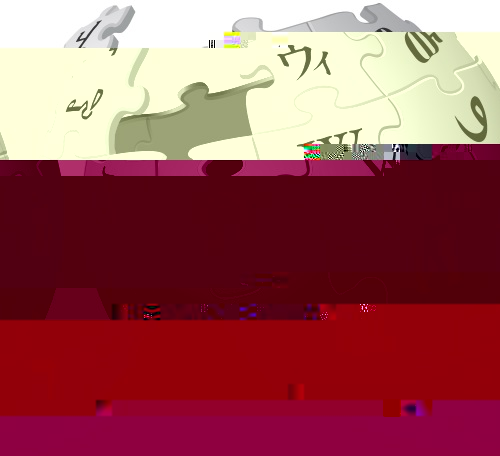
Logo de Wikipédia volontairement altéré dans le but de créer un glitch art.

Un glitch est une pointe de tension ou une impulsion inopinée, positive ou négative, que produit un convertisseur analogique-numérique ou un circuit logique. Cette défaillance électrique ou électronique se répercute sur le matériel informatique (hardware) et sur l'exécution des logiciels.
Par extension, ce terme est aussi employé pour désigner un bug dans un jeu vidéo qui peut être exploité pour, entre autres, tricher ou réaliser un speedrun.

## Utilisation du terme

### Électronique et informatique
En électronique analogique, une pointe de tension très brève peut avoir des conséquences de longue durée, sans pour autant détruire de matériel. Il suffit pour cela que le système ait plus d'une position stable, en l'absence de signal électrique. On appelle glitch ce genre d'incident, à la suite duquel le système est défaillant, sans pour autant être détruit — il suffit de le redémarrer pour faire disparaître le problème. Comme la cause a disparu, il est difficile de comprendre le déroulement de l'incident. L'expérience et les essais de fiabilité en présence de perturbations ont raréfié les glitches.
En électronique numérique, d'autres causes de glitch se rencontrent, notamment dans les convertisseurs analogique-numérique. Un convertisseur peut ainsi, lors d'un dépassement de capacité, passer brutalement du maximum au minimum ; ou bien donner une valeur anormale au moment d'une transition, par exemple, produire brièvement « 1111 » au passage entre « 0111 » et « 1000 ». L'utilisation de circuits spécialisés, bénéficiant du retour d'expérience de millions d'heures de fonctionnement, réduit la probabilité de glitches.
Pour être plus rares, les pannes dues à des glitches n'en posent pas moins des problèmes ardus, ce qui a contribué à faire rentrer le terme dans le jargon de l'électronique et de l'informatique pour désigner tout incident qu'on a du mal à expliquer. Un hacker qui s'interrompt au milieu d'une phrase peut dire « j'ai eu un glitch ».
Le « glitch » diffère du  « bug » (bogue) en ce que le premier a une cause extérieure à la logique du programme, tandis que le second manifeste un défaut de protection contre un évènement extérieur. Lorsque les systèmes échangent des données à travers des protocoles, comme c'est le cas sur internet, la probabilité d'une configuration imprévue augmente, et la gestion des exceptions doit protéger l'exécution autant contre les uns que contre les autres.

### Jeux vidéo
Par extension, le terme glitch est aussi employé pour désigner un bogue dans un jeu vidéo, où un objet animé a un comportement erroné (par exemple : passage au travers des murs, « téléportation » inattendue) qui peut être exploité pour finir un jeu le plus vite possible, comme dans les concours de speedrun (plus particulièrement ceux de tool-assisted speedrun).
Le glitch est aussi utilisé pour tricher (notamment dans les jeux en réseau local et sur Internet, comme les FPS ou les MMORPG), certains joueurs utilisant les glitches (failles techniques du jeu) à leur avantage ; on parle alors aussi d’« exploit ».

### Art
Le terme glitch est aussi utilisé dans le glitch art, une pratique qui consiste à altérer des données (databending) afin d'obtenir un résultat avec une certaine esthétique propre au glitch.